# Batsère
Batsère település Franciaországban, Hautes-Pyrénées megyében. Lakosainak száma 36 fő (2022. január 1.). Batsère Sarlabous, Bulan, Escots és Espèche községekkel határos.

## Népesség
A település népességének változása:
| Lakosok száma | 47   | 41   | 41   | 39   | 36   | 34   | 33   | 32   | 31   | 36   |
|               | 2010 | 2013 | 2015 | 2016 | 2017 | 2018 | 2019 | 2020 | 2021 | 2022 |